# سیرووین
سیرووین (به لاتین: Syrovín) یک منطقهٔ مسکونی در جمهوری چک است که در ناحیه هودونین واقع شده‌است. سیرووین ۴٫۰۷ کیلومتر مربع مساحت و ۳۶۶ نفر جمعیت دارد و ۲۴۴ متر بالاتر از سطح دریا واقع شده‌است.